# Durchstoßenes Herz
Das Durchstoßene Herz ist eine Flugfigur im Formations-Kunstflug, die durch die italienische Kunstflugstaffel Frecce Tricolori bekannt gemacht wurde.

## Das Manöver

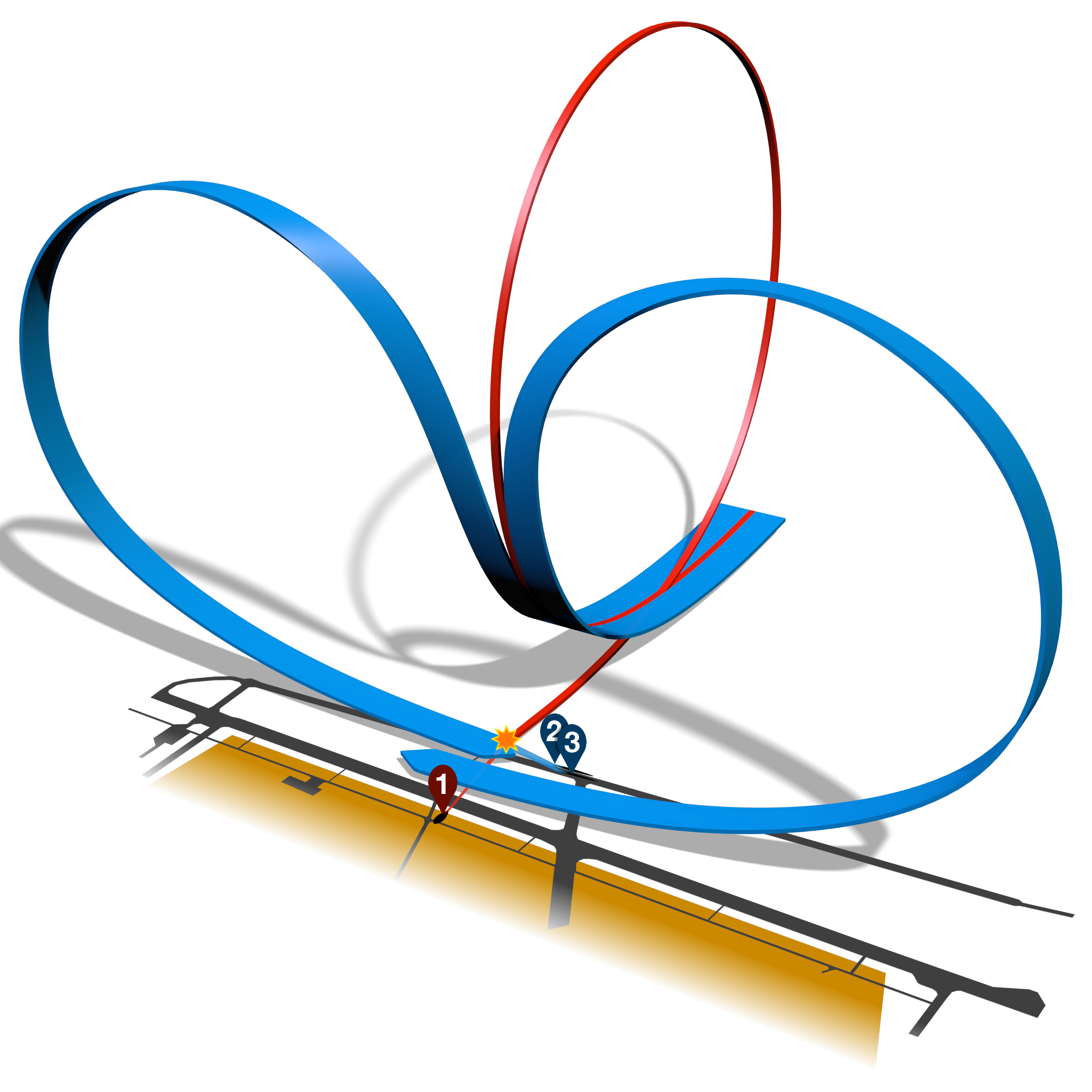
Grafische Darstellung der Flugfigur "Il Cardioide" inkl. Absturzstellen in Ramstein

Es handelt sich um eine reine Showfigur, die nicht im Aresti-Katalog steht und keine Wettbewerbsfigur ist.
Bei der Flugfigur der Frecce Tricolori teilt sich eine Zehnerformation (neun Maschinen bilden eine Raute, der Solist fliegt am unteren Ende der Raute) nach einem Steigflug (angehender Looping), der in etwa 75 bis 90 Meter Flughöhe angesetzt wird, frontal vor dem Publikum in zwei Teilformationen von fünf (nach links) bzw. vier Luftfahrzeugen (nach rechts), deren Flugbahnen durch den Showrauch ein vertikales Herz parallel zu den Zuschauern zeichnen und sich exakt mittig unter dem Auflösungspunkt, seitlich versetzt, auf gleicher Flughöhe (etwa 75 bis 90 Meter) im Begegnungsflug kreuzen.
Die Solomaschine behält ihre Flugbahn bei und beschließt den Looping, indem sie das Herz der beiden Teilformationen wie ein Pfeil schräg nach oben in Richtung Zuschauer durchstößt. Dabei soll der Solopilot die beiden anderen Gruppen mit kurzer zeitlicher Verzögerung von etwa vier Sekunden bereits im Steigflug überfliegen.
Unter Staffelführer Mario Naldini (Staffelführer der Frecce Tricolori von 1985 bis 1988), der in Ramstein verunglückte, wurde die Kreuzung der beiden Teilformationen (je nach Geländebeschaffenheit mit oder ohne Baumbewuchs) oftmals bis auf 30 Meter heruntergezogen, was dem Solopiloten das Überfliegen wesentlich erleichterte.

## Flugtagunglück von Ramstein
Beim Flugtag Ramstein 1988 kollidierte der Solopilot mit dem Führer der von links kommenden Fünferformation. Insgesamt waren drei Maschinen in das Unglück verwickelt und stürzten sofort ab. Die Maschine des Solisten behielt ihre Flugbahn in Richtung Publikum bei und stürzte direkt vor der Absperrung zu Boden. Die genauen Hintergründe des Zusammenstoßes sind bis heute nicht eindeutig geklärt.
Seither wird diese Flugfigur von den Frecce Tricolori ohne die Kreuzung des Solisten in Richtung Publikum geflogen.
Angelehnt an den Titel der zum Unglück führenden Flugfigur gaben die Autoren Hartmut Jatzko, Sybille Jatzko und Heiner Seidlitz, die zugleich Initiatoren der Nachsorgegruppe für Opfer und Hinterbliebene des Unglücks waren, ihrem Buch, welches sich mit der psychosozialen Nachsorge nach dem Unglück befasste, den Titel Das durchstoßene Herz. Dieser Titel wird von dem Fernsehfilm Ramstein – Das durchstoßene Herz (2022) aufgegriffen.